# Вюртембергский дом

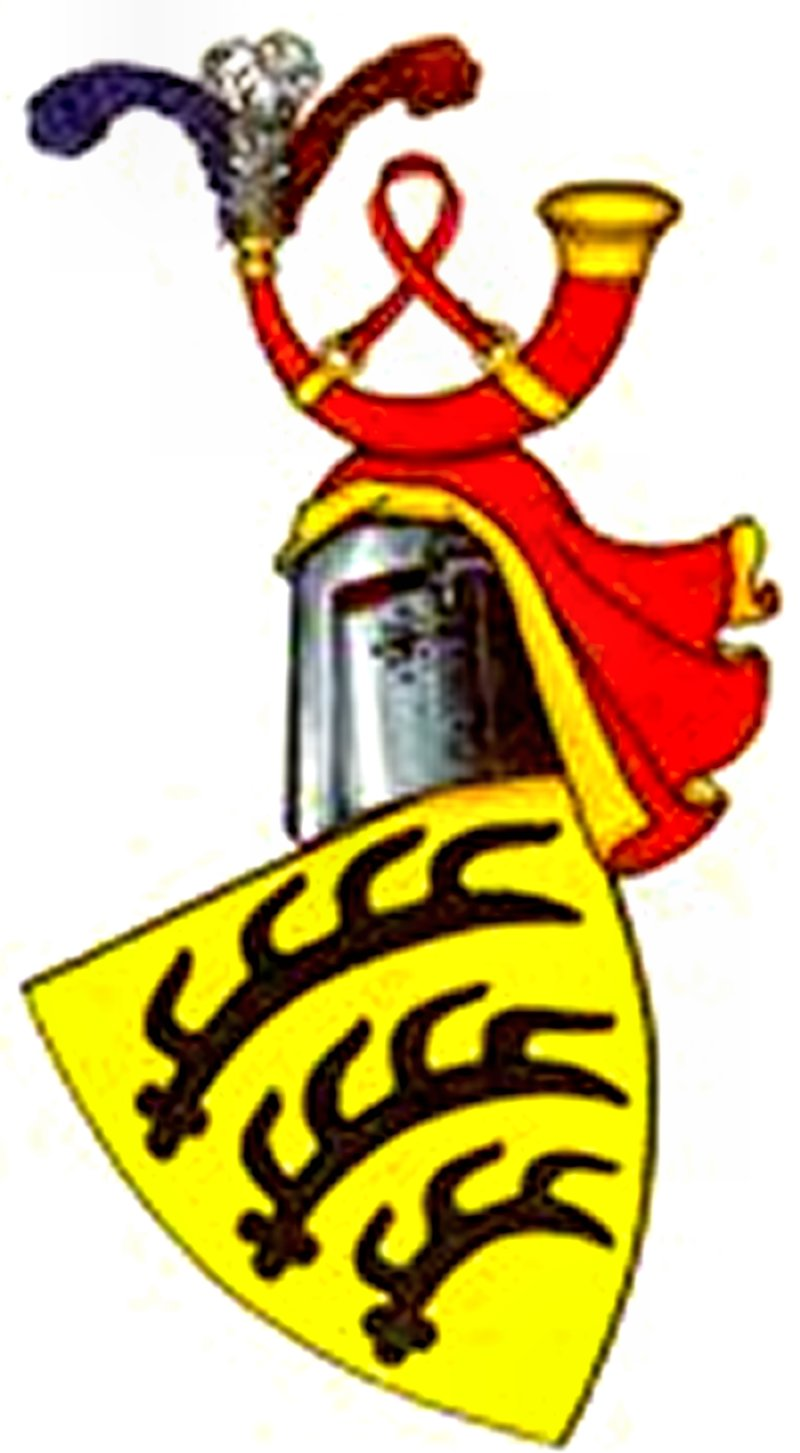
Герб графов Вюртемберга.

Вюртембергский дом или Дом Вюртемберг, Дом Вюртембергов — название нескольких ветвей (линий) швабского королевского дома, имеющий свои корни в окружении Салиев, правил Вюртембергом с конца XII века до 1918 года.

## История
Владетельный дом Вюртембергов впервые появился на исторической арене в XI веке, и сформировался в период XI—XII веков.
Первым известным представителем дома (династии) был правитель Вюртемберга Конрад I. 2 мая
1092 года в городе Ульм он выступил свидетелем в ходе судебных разбирательств (тяжб) вокруг бенедиктинского монастыря Всех Святых в Шаффхаузене. С этого времени начинается достоверная генеалогия рода.
В XII веке Вюртемберги получают графский титул. Эберхард I Светлый в 1321 году сделал главной резиденцией город Штутгарт. Также он расширил унаследованные от отца владения, приобретя Старый и Новый Штейслинген, а посредством брака с Ирменгардой — дочерью баденского маркграфа Рудольфа I — получил крепость Райхенберг. Кроме того, он стал ландфогтом в Швабии, что позволило сделать новые земельные приобретения.
С 1444 года по 1793 год Вюртемберги владели княжеством Монбельярским на территории современной Франции.
21 июля 1495 года на Вормском съезде Эберхард V Бородатый из линии Вюртемберг-Урах был провозглашён герцогом Вюртемберга. Главными соперниками Вюртембергов за главенство в Швабии традиционно были Церингены и Фюрстенберги.
По итогам Наполеоновских войн вюртембергские правители, будучи ближайшими родственниками Романовых через Марию Фёдоровну, нарастили свои владения и приняли королевский титул (см. королевство Вюртемберг).

## Известные представители
- Все правители Вюртемберга
- Другие члены Дома:
  - Август Фридрих Эбергард Вюртембергский (1813—1885)
  - Александр Вюртембергский (1771—1833)
  - Альбрехт Вюртембергский (1865—1939)
  - Евгений Вюртембергский (1788—1857)
  - Екатерина Фредерика Шарлотта Вюртембергская (мать Вильгельма II) (1821—1898)
  - Елена Павловна (Фредерика Вюртембергская) (1807—1873)
  - Карл Вюртембергский (1936—2022)
  - Людвиг Вюртембергский (1756—1817)
  - Мария Фёдоровна (София Доротея Августа Луиза Вюртембергская) (жена Павла I) (1759—1828)
  - Павел Карл Фридрих Август Вюртембергский (1785—1852)
  - Паулина Тереза Луиза Вюртембергская (жена Вильгельма I) (1800—1873)
  - София, принцесса Вюртембергская (жена Вилгельма III, короля Нидерландов) (1818—1877)
  - Фридерика Екатерина София Доротея Вюртембергская (жена короля Вестфалии Жерома Бонапарта) (1783—1835)
  - Фридрих Карл Август Вюртембергский (отец Вильгельма II) (1808—1870)

Из морганатических ветвей Вюртембергского дома по настоящее время продолжается урахская (католическая), происходящая от брака брата Фридриха I с принцессой Монако; её резиденцией служит замок Лихтенштайн. Среди представителей этой ветви — Вильгельм фон Урах, который в 1918 году был избран королём Литвы под именем Миндовга II (реально не правил).
Другая морганатическая ветвь, Текский дом протестантского вероисповедания, угас во второй половине XX века. Из него родом была Мария Текская — королева-консорт Британской империи.

## Резиденции Вюртембергов
| Изображение | Название                       | Местонахождение | Стиль      |
| ----------- | ------------------------------ | --------------- | ---------- |
|             | Старая Штутгартская резиденция | Штутгарт        | Ренессанс  |
|             | Новая Штутгартская резиденция  | Штутгарт        | Классицизм |
|             | Людвигсбургская резиденция     | Людвигсбург     | Барокко    |
|             | Хоэнхаймский дворец            | Хоэнхайм        | Барокко    |
|             | Замок Альтсхаузен              | Альтсхаузен     | Барокко    |
|             | Дворец Фаворит                 | Людвигсбург     | Барокко    |
|             | Вилла «Солитюд»                | Штутгарт        | Рококо     |